# Dierdorf
Dierdorf – miasto w zachodnich Niemczech, w kraju związkowym Nadrenia-Palatynat, w powiecie Neuwied, siedziba gminy związkowej Dierdorf.
Miastem partnerskim Dierdorf jest amerykańskie miasto - Fountain Hills i Polskie miasto Krotoszyn.